# Filippo Napoletano

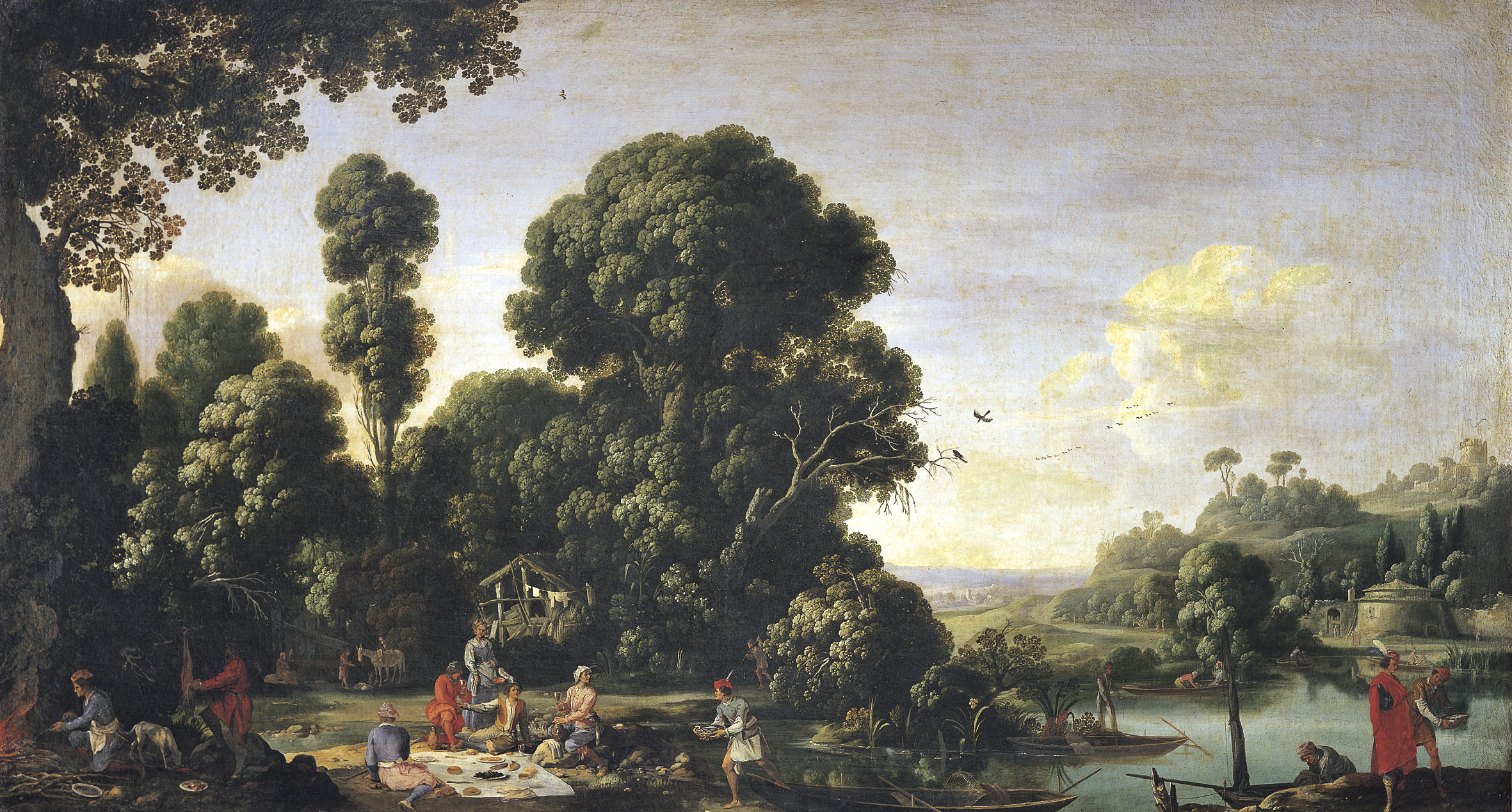
Utflykt i det gröna (1619).

Filippo Napoletano, egentligen Filippo Angeli, född omkring 1587 i Neapel, död 1629 i Rom, var en italiensk målare under ungbarocken.
Napoletano målade slag, sjöstycken och landskap. Han arbetade bland annat för storhertigen av Toscana, Cosimo II de' Medici.